# Zbarbar
Zbarbar ou El Isseri est une commune de la wilaya de Bouira en Kabylie.

## Géographie
| Guerrouma        | Guerrouma Maala | Maala |
| Guerrouma Mihoub | Zbarbar         | Maala |
| Mihoub           | Maghraoua       | Maala |